# 張人龍
張人龍，CBE，OStJ，JP（1922年4月18日—2021年9月19日），香港新界鄉紳，政治人物和商人，歷任新界鄉議局主席，北區區議會議員，青龍水上樂園創辦人，立法局議員和區域市政局主席。
張人龍生於新界上水，早年受教於國家學校、喇沙書院和中山大學，透過從商致富。雖然他並非原居民出身，但憑藉對上水的長期貢獻，他逐漸獲得香港政府重用，並自1960年代起的數十年間，成為新界最顯赫的鄉紳之一。張人龍曾於1964年至1966年當選鄉議局主席，卸任後於1974年至1978年再當選鄉議局首副主席。在鄉議局服務期間，他著手促進新界的地方發展，為新界鄉民爭取權益。因反對極左勢力發動六七暴動，破壞香港繁榮安定，曾遭左派陣營的口誅筆伐。
作為資深的鄉事界代表，張人龍於1981年分別奉委立法局和區議會議員，後又於1986年正式出任區局主席，一時成為橫跨三級議會的「三料議員」。在1980年代，他在香港前途問題上積極為香港市民發聲，包括要求英國政府給予港人居英權、促請香港政府加速推行民主政治改革等。在任區局主席的十年間，他又主導區局在新界各處建設大量文娛康樂設施，提升了當時新市鎮居民及新界原居民的生活質素。隨著年事漸高，張人龍在1991年和1994年先後退出立法局和區議會，並於1995年卸任區局主席，從此淡出政壇。
張人龍有三房妻子，子女成群，其中10子傅聲是香港電影武打演員，即歌星甄妮的丈夫。張人龍曾多次獲港府和英廷嘉獎，當中包括在1964年奉委新界太平紳士，以及在1967年、1985年和1991年分別獲頒MBE勳銜、OBE勳銜和CBE勳銜。

## 生平

### 早年經歷
張人龍於1922年出生於新界上水，其父張知行為廣東寶安人，於1920年代左右移居上水居住。其父本為中醫，在遷到石湖墟居住後，開設雜貨店承包區內糧油批發起家，積累相當財富。因此，張人龍畢業於大埔官立英文小學「國家學校」，在中學時代得以就讀名校喇沙書院（1940年中五），獲得相當的英語及知識基礎，為當時新界代表的少數。在張人龍中學畢業後，日軍隨即侵佔香港，香港日治時期開始。張氏在此時曾離家出走，前往廣州打算從軍。後來他改為入讀中山大學經濟系，同時為中國國民黨翻譯，因而結識不少國民黨員。戰後，張人龍於1946年畢業，獲文學士學位。
香港重光後，張人龍復歸香港居住。他在戰後百廢待興的情況下，認為能大展拳腳，故在當時大舉收購戰前興建的唐樓，後重建轉賣獲利，成功獲得第一桶金，得以在石湖墟興建北區首間戲院「行樂戲院」。同時，張氏在其他範疇上亦獲利，包括新成立的中共政權在韓戰中被聯合國禁運，張氏透過偷運物資北上變賣獲利。同時，張氏家族獲得日本花王股份有限公司的香港代理商經營權，透過大量批發日本花王股份有限公司洗衣粉和洗潔精，配合香港電視廣告，報章和雜誌宣傳，成功在香港日用品市場，佔眾多份量銷售額。

### 建設上水

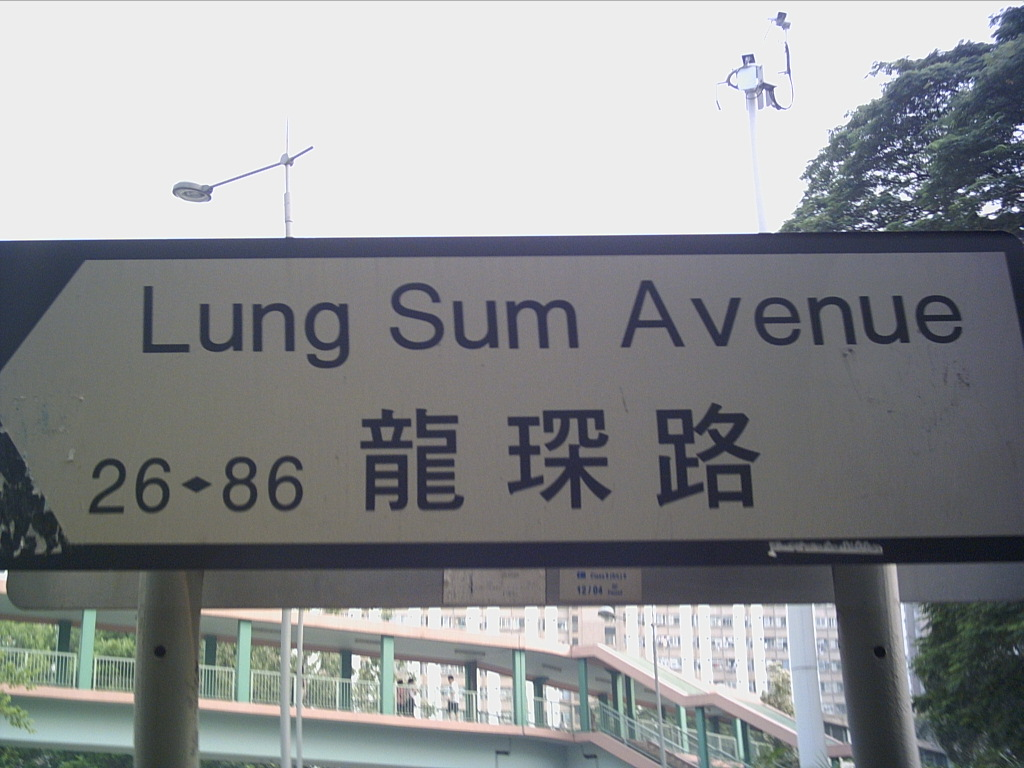
龍琛路以張人龍和廖潤琛兩人命名

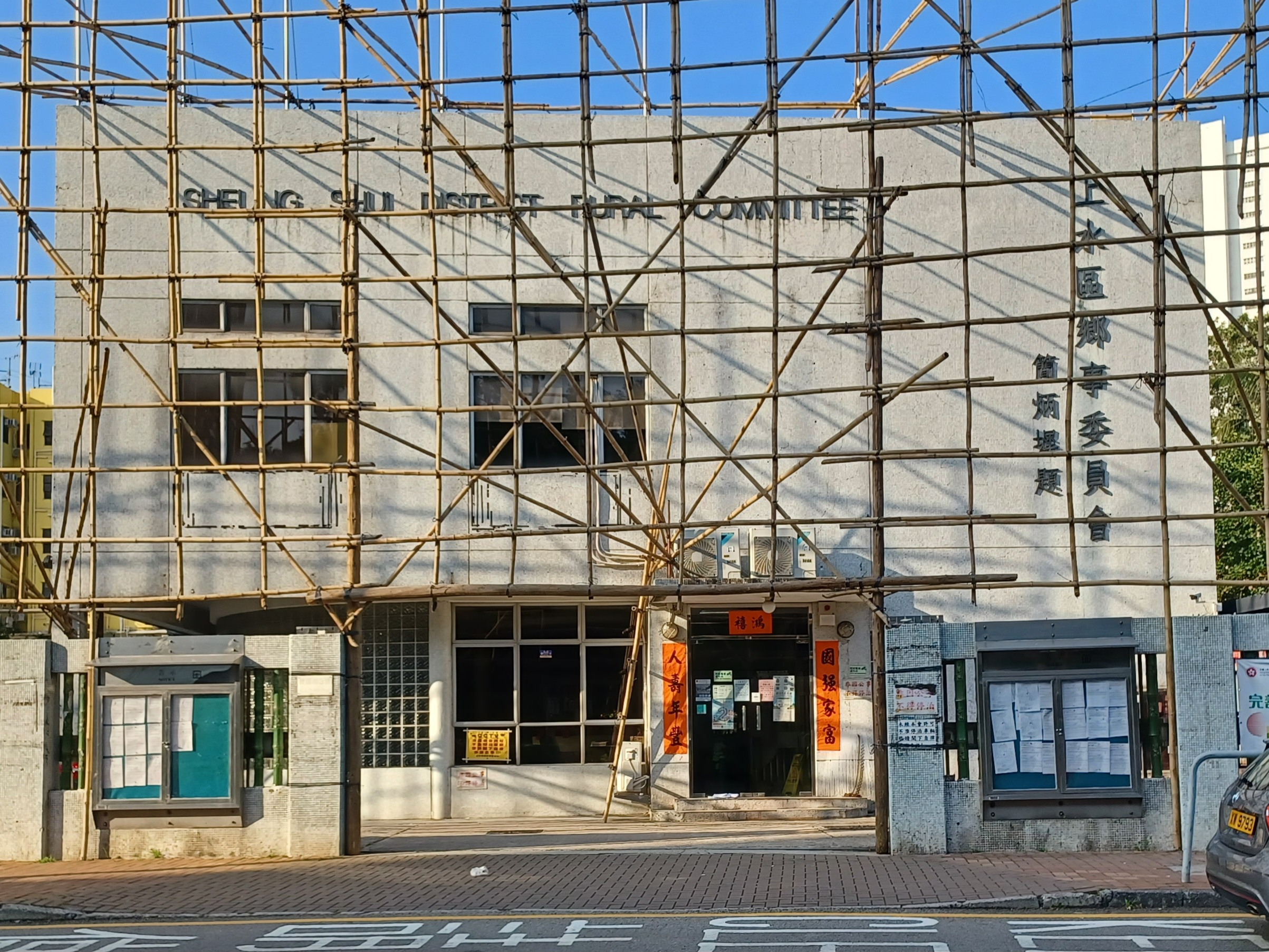
2023年的上水區鄉事委員會

張人龍可謂是石湖墟的締造者，除前述在石湖墟初有建設外，在1955年的石湖墟火災中，張氏更顯出其領導能力，帶領坊眾重建墟市，更在政府中居中協調，成功令石湖墟重建。該年2月21日清晨，石湖墟遭祝融光顧，令當時數百間商店和房屋被焚毀，屹立百載的報德祠亦遭波及而夷為平地，令歷數十年發展的石湖墟毀於一旦，財產損失達二三百萬元。張氏在災後翌日下午，隨即返回上水，與當時的鄉紳趙聿修、黃炳英（時任上水區鄉事委員會主席）等人領導鄉民救災。張氏在火災後隨即加入急賑委會，與其餘鄉紳共同負責興建臨時居所及向各界籌款，商定重建工作。
張氏在急賑委會中獲推舉為主席，負責主理石湖墟重建一事。歷數月重建後，石湖墟於同年7月暫時完成復修。由於張氏在事件中率領急賑委會為墟民提供救濟服務，後又協助他們提出五項訴求，要求政府體恤墟民艱辛，故令石湖墟的居民對張氏大為推崇。自此事後，張人龍便成為上水區的領導。
張氏除任急賑委會主席顯示其手腕外，更擔任了石湖墟商會主席一職達十九年之久，同時亦回饋其發跡地，在上水辦學、建立宗親會及為從大陸南逃的難民兌換貨幣。
好景不常，重建僅一年多的石湖墟臨時墟市在翌年聖誕再度被火摧毀，在三小時內全數192間商鋪被焚毀，整個墟市化灰。除了奪去3條人命外，更令1500人無家可歸，造成的經濟損失約一百萬。張人龍在事件後再度主持第二次急賑委會，為災民提供緊急救濟服務。由於香港政府已意識到該區可能再逢浩劫，故早於火警前不久（1956年第四季）便已通過重建石湖墟的規劃，事後政府亦隨即按原定計劃重建墟市。1957年4月，政府與張人龍商討新墟市的街道命名，當時並未有談及外圍的道路命名，後該路命名為龍琛路以表彰張人龍及上水鄉紳廖潤琛在兩次石湖墟大火後的功勞。同月，張氏獲選為第三屆上水區鄉事委員會主席，正式成為上水區的領導。在兩年後的改選中，張氏不尋求連任，改為前述的廖潤琛接任主席。換屆時，當時的大埔理民府官華樂庭更點名稱讚張氏的才幹超卓。至兩次大火後九年，石湖墟終在1964年重建完成，張氏在當年的慶祝大會上已為上水的代表。

### 鄉議局生涯
張氏在晉身新界鄉議局之時，該局出現嚴重分裂的情況。當時，鄉議局內分為兩派人互相抗衡，新派主張鄉議局議員應由九百餘村代表，不分區直接選出，舊派認為應按現行方法由各區自行選出鄉議局議員。1957年8月，新派堅持舉行鄉議局議員選舉，舊派主力張人龍則公開聲明，指出不分區選出議員的做法不合常理，二十七鄉的代表難以互相認識，以不分區方式選舉乃是不可行。結果選舉完結後，政府宣布不會承認鄉議局，更引發舊派十九鄉代表宣布退出鄉議局的危機（張人龍為十九鄉聯合會的副代表）。在翌年2月，政府邀新舊兩派會議，最終因舊派勢力龐大，在會上新派在選舉中選出的正副主席辭職，張人龍則與另外四個鄉紳獲推選為鄉議局委員。政府自此扶持以陳日新、何傳耀和張人龍等為首的親政府和支持發展新界的派別，令香港政府發展新界的計劃「開綠燈」。

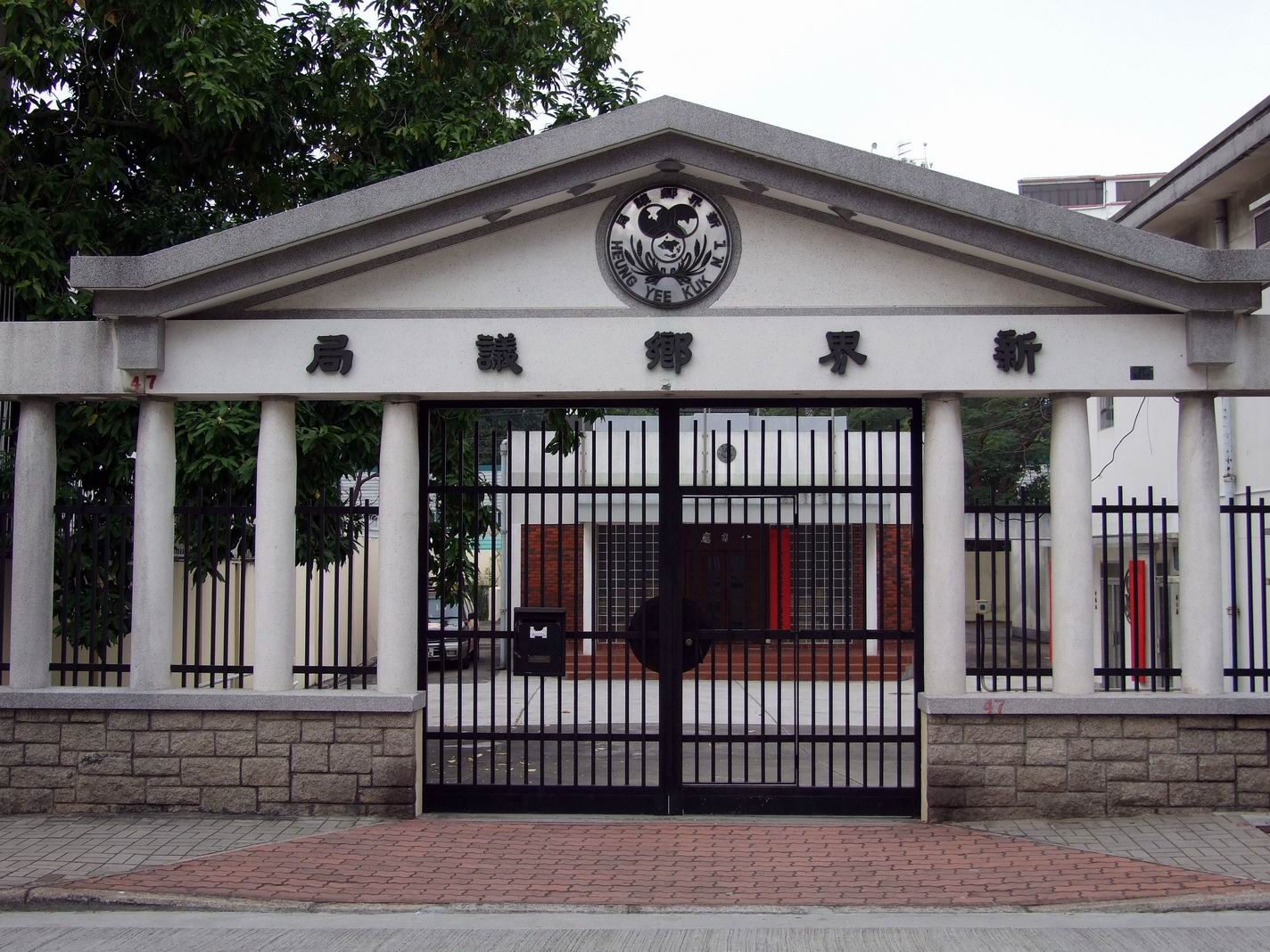
張人龍1957年成為新界鄉議局議員，1964年至1966年當選主席

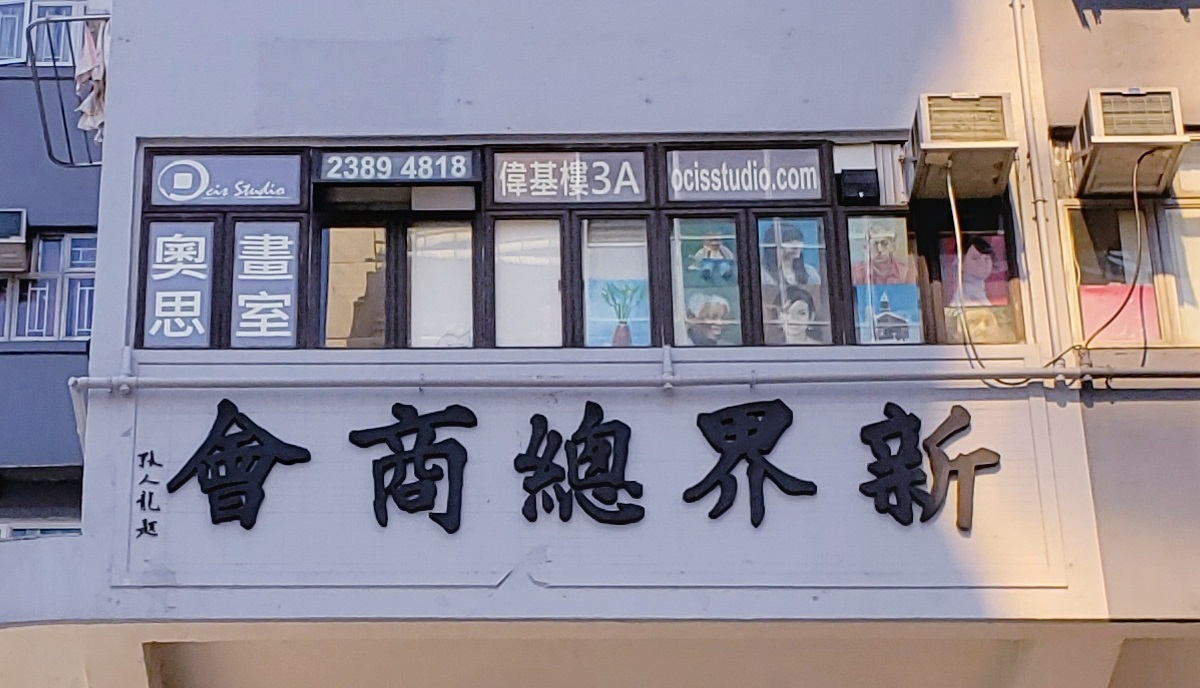
新界總商會位於旺角洗衣街的舊址，外牆有張人龍的題字

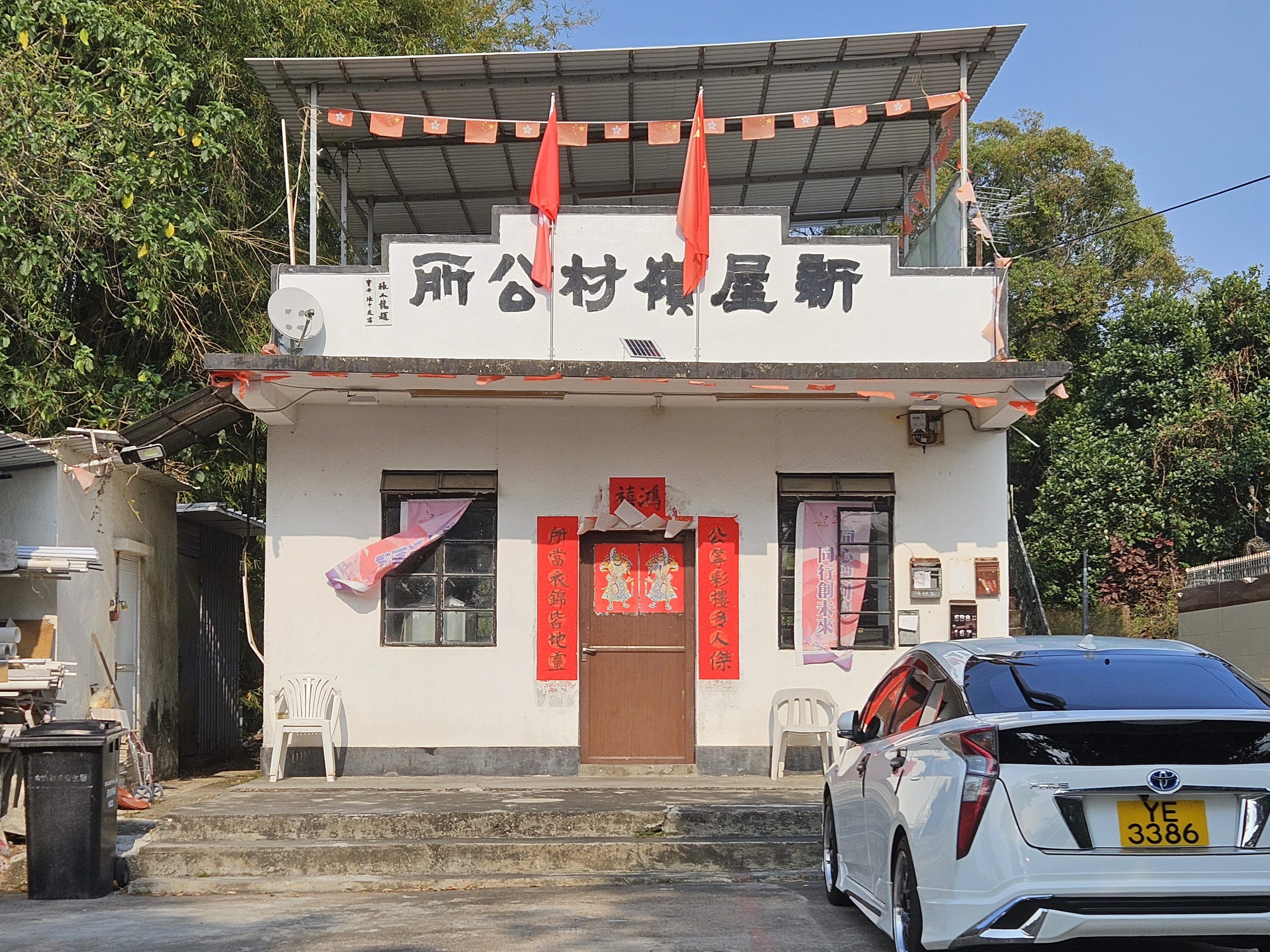
新屋嶺村公所，外牆有張人龍的題字

另外，張人龍在1958年開始已積極聯絡新界各區商會，希望能成立一個統一的聯合機構。在過程中各區商會陸續和議，在歷數次預備會議後，新界總商會在1959年7月成立，張氏獲選為副理事長。
1960年1月，張人龍獲選為鄉議局大埔區特別議員。在同年3月的普通執行委員及正副主席選舉中，張氏與競選主席的何傳耀為同一派，結果何傳耀一派大獲全勝，他亦獲選為執行委員，晉身鄉議局中央機構。同月，由於時任上水區鄉事委員會主席廖潤琛事務繁忙，決定不競逐連任，上水區鄉事委員會主席一職再度由張人龍出任。1962年、1964年，張人龍繼續連任上水區鄉事委員會主席。
1964年5月，張人龍在鄉議局普通執行委員及正副主席選舉中獲選為鄉議局主席，成為鄉事界的代表。當時的主席席位由大埔區的張人龍與彭富華互相競爭，結果兩人獲同票，在經歷三次抽籤後才確定張人龍為主席。其後的首副主席和第二副主席當中，張人龍一派亦勝出選舉。同年12月，張人龍與邱德根、周理炳、鄧若璠及梁省德四個新界知名領袖，因長期對新界地方公共福利及教育有所貢獻，獲香港政府委任為非官守太平紳士以作嘉獎。
1965年，由於荃灣新市鎮已具規模，故市政局曾通過張永賢議員，建議將荃灣連同鄰近的青衣劃入市政局管轄範圍的動議，張人龍即代表新界表達對該建議的反對。他指出，新界的事務理應由新界人自行管理，而且當時理民府、鄉議局及鄉事委員會在執行政策及社會福利的體制並無問題，不應貿然修改。建議提出後，馬灣、荃灣、青衣及沙田四個鄉事委員會亦表示反對提議。在其後，大埔約及南約各鄉事委員會陸續表態反對該建議，最終港府在同年12月宣布維持現有體制不變，令事件告一段落。
1966年3月，張人龍在上水區鄉事委員會換屆選舉前宣布讓賢，不再尋求連任，結果該次選舉中由廖潤琛以全票當選，榮膺主席一職。同年5月，鄉議局將舉辦兩年一度的換屆選舉。當時的選舉，仍為張人龍一派與彭富華一派互相競爭。在選舉前夕，創辦鄉議局的元老李仲莊曾在大小報章呼籲鄉議局各議員支持張人龍連任，及後更獲三十七名議員聯署支持張人龍連任。但在選舉前一日，張人龍以促進新界大團結為名，並謙指自己在任期間建樹不多，決定讓賢不參與選舉。由於張氏突然不參選，引發選舉的氣氛突變，前屆對手彭富華繼續參選，而原本支持張人龍的勢力則改為擁護博愛醫院主席鄧英奇為主席。但鄧英奇在選舉當日早上又宣布退出競選，結果彭富華在沒有潛在對手下當選，張氏結束兩年的主席生涯。

### 發展新界
張人龍在鄉議局任主席期間，除出席不少地區組織、體育活動、社區設施的典禮，以及參與主體活動外，亦相當關注發展新界旅遊業的事宜。張人龍曾在鄉議局中成立一發展旅遊事業委員會，曾提出闢建包含遊樂設施的旅遊新村，售賣具東方特色的工藝品等建議。1966年3月，輔政司祁濟時曾訪問鄉議局。張人龍曾向其提出要求政府資助新界建立完整的旅遊事業體系，並擴大鄉議局的職能，賦予鄉議局一般議會的權力，讓鄉事界能配合政府發展新界的政策。在1967年的鄉議局會議中，張人龍、趙聿修和陳日新均建議政府撥款發展新界旅遊業，並指新界的面積和風景皆優勝，各地亦有其特色物產，認為發展新界旅遊業能為旅客提供更佳的體驗。
在張人龍與其餘鄉紳的持續促請下，香港政府於1967年正式加緊發展新界旅遊業的步伐，例如香港旅遊協會在當時提出初步研究，認為可以開發西貢半島、大嶼山南部、新界西部及吐露港一帶為旅遊景點。但政府的想法，乃是開發遠離現有墟市的旅遊景點，並引入外來的資金開發休閒設施。這與當時的鄉民希望旅遊業能帶動就業機會，及善用鄉民土地的想法相反，令兩者需要更多時間商討。
1967年3月，政府曾與鄉議局代表共商發展新界旅遊業事宜，當時席間的鄉議局代表皆雄心壯志地提出大規模發展新界旅遊的計劃，但政府指出在發展新界時，有關土地用途和露天設施的發展由郊景事務委員會管轄，不能貿然大規模開發。政府反建議新界一方能進行小型提升旅遊便捷的措施，包括出版一本包羅萬有的《新界指南》、提升連接離島的交通、宣傳新界傳統節日和開放附有圍牆的圍村予遊客參觀等。同年8月，政府決定成立工作小組專責處理發展新界旅遊業事宜。小組成員包括香港旅遊協會代表兩人、鄉議局代表三人、新界民政署代表一人、市政事務署代表一人，並由旅遊協會代表任主席。鄉議局提名關注此議題的張人龍、陳日新及周理炳為該局代表。張氏其後擔任新界旅遊協會主席，並曾考察新界的旅遊景點，更在翌年6月啟程前往日本、美國、歐洲等地考察諸國的旅遊業。

### 六七暴動
1967年5月起，由左派領導的六七暴動在香港爆發，鄉議局採取支持政府的態度，對動亂的左派份子不予支持。鄉議局與鄉事委員會曾成立民安促進會協助維持新界秩序，令新界的動亂事件較少。當時，張人龍描述新界的情況為「新界父老領導有方，鄉民子弟守法樂業，不受此次事件之影響，這是可喜的現象，我們所要維護的，是不容此種可喜的現象受到任何一方面所影響甚至破壞」。由於當時的新界領袖並不支持左派份子，引致左派對他們猛烈抨擊。當中，《大公報》更在6月刊出文章，批評張人龍為「頭號走狗」，以侮辱性言詞指張人龍向英國卑躬屈膝。
當六七暴動在同年11月大致結束後，鄉議局的領袖合組訪英代表團，團員有時任鄉議局主席彭富華（粉嶺）、張人龍（上水）、陳日新（屯門）及鄉議局秘書長鄧乃文（屏山）。他們訪英的目的，乃是以新界領袖的身份，到英國各埠會晤新界鄉僑。由於當時的旅英新界鄉僑受中共的統戰策略影響，中共在英的人員經常向他們示好及游說，並提供經濟援助，以致不少旅英鄉僑對左派分子有同情之意。同時，在事件結束後，亦有鄉僑去信鄉議局，指他們仍對香港的現況有所憂慮。因此，代表團將六七暴動的經過詳細向鄉僑說明，令他們得知事件的真相，令他們釋疑，以及糾正他們對左派的錯誤印象。而代表團亦會傾聽旅英鄉僑的意見，向香港及英國政府提出。
代表團於1968年1月下旬抵英後，展開四十五日的訪問。他們先後到倫敦、碧仙桃、曼徹斯特等地探訪鄉僑，並舉行放映香港影片活動，他們所到之處皆受鄉僑熱烈歡迎。

### 爭取新界權益
張人龍於1970年代初除太平紳士身份外，已無相當份量的公職，只擔任慈善、宗親、教育和地方組織的名譽領袖職位，故他在此時期的活動主要為出席該等機構的典禮或公眾活動，以及以新界領袖身份作官民溝通的橋樑。1970年代中後期，張人龍復任鄉議局副主席一職。當時，正值香港政府大舉發展新界新市鎮的時刻，港府管治新界的方式開始與新界鄉民有所衝突。張人龍以新界領袖的角色，積極向香港及倫敦政府爭取新界權益，同時亦曾多度抨擊港府管治新界的方式失當，以致引發種種問題。
他在1972年香港政府制定新界小型屋宇政策（丁屋政策）時，擔任新界代表的角色。他在當時為鄉議局工務委員會主任，負責就丁屋政策向鄉民收集及反映意見。1972年12月，香港政府實施丁屋政策，當時旨在加快原居民申請建屋的進度，但當時的鄉民提出不少問題期望政府修正，例如廢除農田臨時屋宇與否、化糞池設備、鄉村村界及補地價問題等。以張人龍為首的鄉議局工務委員會，即向鄉民徵求意見，製成意見書向港府表達新界村民之困難。意見書整理了各鄉委會主席向鄉議局綜合村民所反映的困難，例如丁屋之間的間距、村內屋宇的補地價差距懸殊、政府應批出牌照予農舍等，而張氏亦提出應為各鄉村劃定村界，以及為各鄉村提供發展藍圖為鄉民建屋參考。
1974年5月下旬，鄉議局舉行第21屆選舉，當時的主席陳日新已連任三屆，於選舉中繼續獲勝。而張氏則參與首副主席選舉，亦以近六成的票數勝出，再度成為鄉議局的領導層。當時，陳日新指出他們要為新界鄉民爭取施政公平，為鄉民爭取合理權益。鄉議局為了實踐該政綱，在其後成立一章程研究修改委員會，由張氏任主席，檢討香港法例第1097章《鄉議局條例》及《鄉議局局章》對實踐上述政綱的規限。張人龍曾在檢討條例時直言，鄉議局僅為港府的諮詢機構，政府對他們的意見是喜歡時可以徵詢他們，否則可以不予理會。張氏亦指出，當時的局章亦有相當問題出現。例如鄉議局的權力無法令他們實踐該局宗旨、特別議員與新界太平紳士當然議員產生豐富的潛在爭拗點、鄉事委員會主席任期等問題。翌年1月，鄉議局亦曾要求新界政制改革。他們與前述的訴求相似，要求為鄉議局擴權至如同行政局及立法局般，令新界居民的生活得以保障。
1976年5月，張氏繼續獲選為鄉議局首副主席。同年9月，張氏就鄉議局爭取擴權之問題，向前往香港拜訪的英國工黨國會議員彼利（Walter Padley）陳情。張氏指出，香港政府與新界居民的關係不斷惡化，尤其是在收地拆遷一事上經常發生衝突。張氏認為這正是反映港府在新界施政不公，要求他向英國國會及處理香港事務的工黨分部反映。同年9月，張氏署理鄉議局主席一職，至1977年3月止。翌月，港督麥理浩爵士發表1977年度《施政報告》，張氏率領鄉議局深入檢討《報告》的內容，發現報告對新界的關注度嚴重不足，例如沒有提及鄉議局及鄉事委員會的工作，以及新界的社區設施依然缺乏。
1977年4月，張氏率代表團赴英陳情。張氏認為當時的香港政府在處理新界問題的表現不佳，例如在發展新市鎮時以賤價徵收原居民土地，如同經濟剝削他們；同時新界大部分地方，對比港九的水電供應及交通仍不發達。他認為新界居民仍受差別待遇，鄉民已不能忍受在不公平的環境下生活。代表團訪英期間，曾獲英國外交及聯邦事務國務大臣高樂培勳爵接見。他們向英國提出四項要求，包括在兩局中增加新界代表、提升新界社會福利設施、維護新界居民土地權益及原居民房屋問題。張人龍認為，當時港府管治新界的方式十分落伍，指出不少於英國租借新界初期訂立的政策，早已不合時宜，例如《收回官地條例》、《新界土地官契》及《新界條例》，而當時的《城市規劃條例》亦需要更新。同時，張氏亦抨擊香港政府在委任議員進入行政、立法兩局時，沒有考慮委任地區代表的做法。
1978年5月，當時正值鄉議局改選，張人龍以公私事務繁忙無暇兼顧局務為由，與當時已連任五屆的主席陳日新宣布不再競逐連任主席及首副主席職位，自此張人龍便不再擔任鄉議局領導層的職位。
張人龍曾在1970年代時兩遇劫案。1974年10月，張氏在出席晚宴乘的士歸家時，遭遇偽冒的士司機的一幫匪徒劫去現金及手錶，糾纏過程中張氏遭斬傷，後與兩名同遭該幫匪徒行劫的人士被綑綁和用布塞口後，棄於龍翔道山邊，匪徒曾有意將他們滅口，但經張氏向他們力陳採用此法的結果後，最終選擇逃去。最終，他們在清晨獲發現後送到醫院醫治，張氏除失血一公升外並無大礙。1977年3月，張氏之元配廖鳳和在界限街119號住宅內，遭遇一假裝交通警的匪徒行劫，其同黨在廖鳳和被挾持後進入大宅搜掠。這時張氏突然返家，發現匪徒後被斬傷手部，其後匪徒駕車逃去，他們被奪去三千元現金及三對鑽石耳環。

### 參與代議政制及香港前途問題

#### 代議政制
踏入1980年代，由於香港前途問題逼近，在中英雙方角力的同時，香港政府亦積極推動代議政制發展，以在香港引入局部性的民主政制。當時，張人龍已身為新界領袖數十載，固以其新界代表身份獲港府委任為各級議會的議員，向港府在議會內反映新界居民的意見。
1981年4月，港府成立區議會代替原有的地區諮詢委員會，張人龍獲委任為新成立的北區區議會議員。同年8月，署理總督姬達爵士委任張人龍、譚惠珠及周梁淑怡為立法局非官守議員，取代離職的張奧偉及李福和。張氏在獲委後，曾表示希望在港府發展新市鎮時，能以其立法局議員身份促進官民合作，令受拆遷的鄉民能獲得合理補償，與其爭取多年的訴求雷同。張氏在立法局中，曾就發展新界時引起損害鄉民權益的種種事件為他們發聲，包括乙類換地權益書賠償問題、調整短期租約租金及要求政府為農民提供天災保險等（時任漁農署署長李德宏曾尋找方法向農民提供天災保險）。
1984年7月，香港政府發表《代議政制綠皮書》，為翌年立法局推行間接選舉奠定基礎。當時倡議設立的功能組別和選舉團議席中，鄉議局在兩者皆沒有議席代表。張氏曾因此在立法局中發言，認為政府忽視新界五十萬居民的利益，建議政府增加鄉議局和會計界的議席。最終，香港政府分別在1988年及1991年的選舉起，增設會計界及鄉議局的功能組別議席。

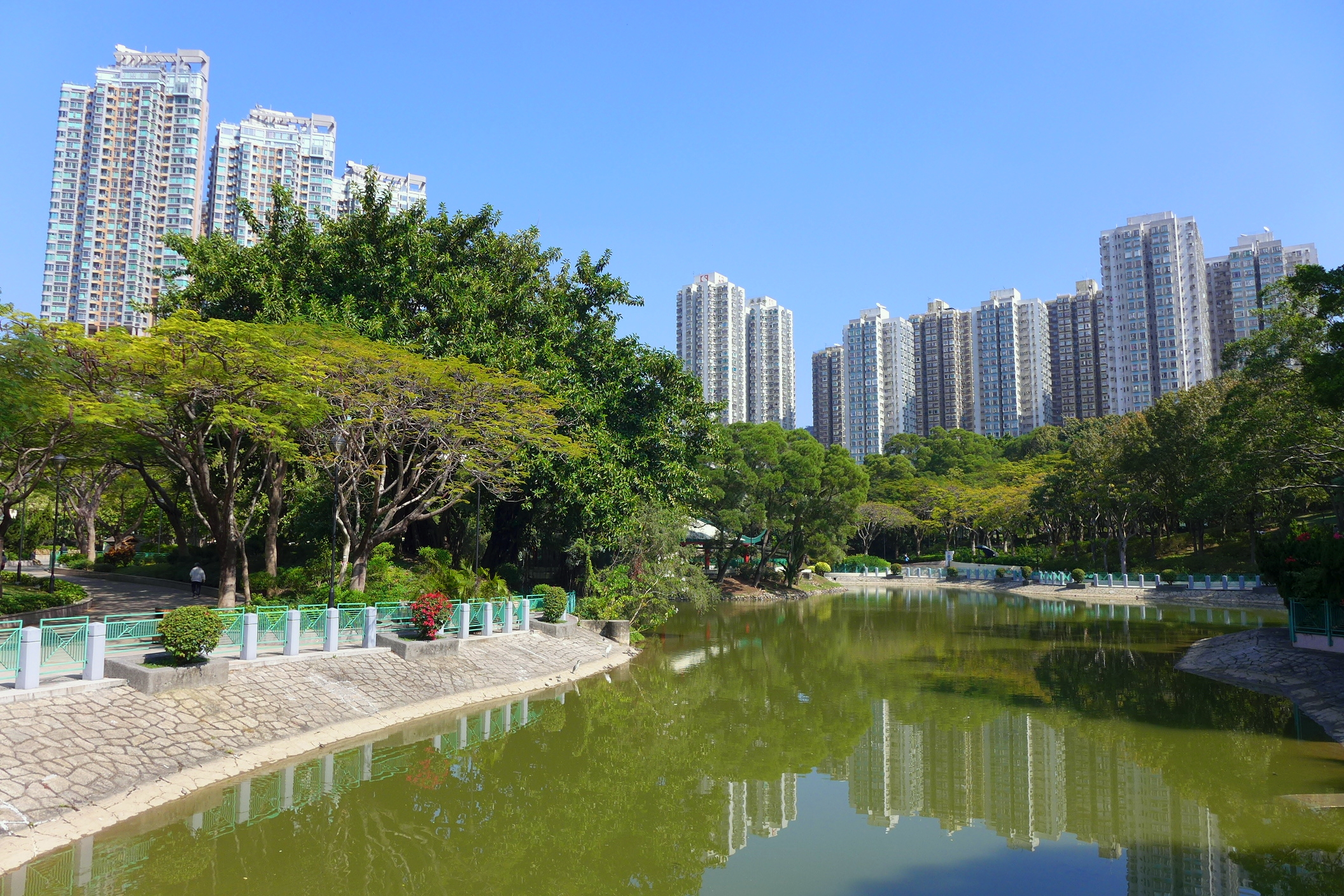
區域市政局籌建的屯門市鎮公園

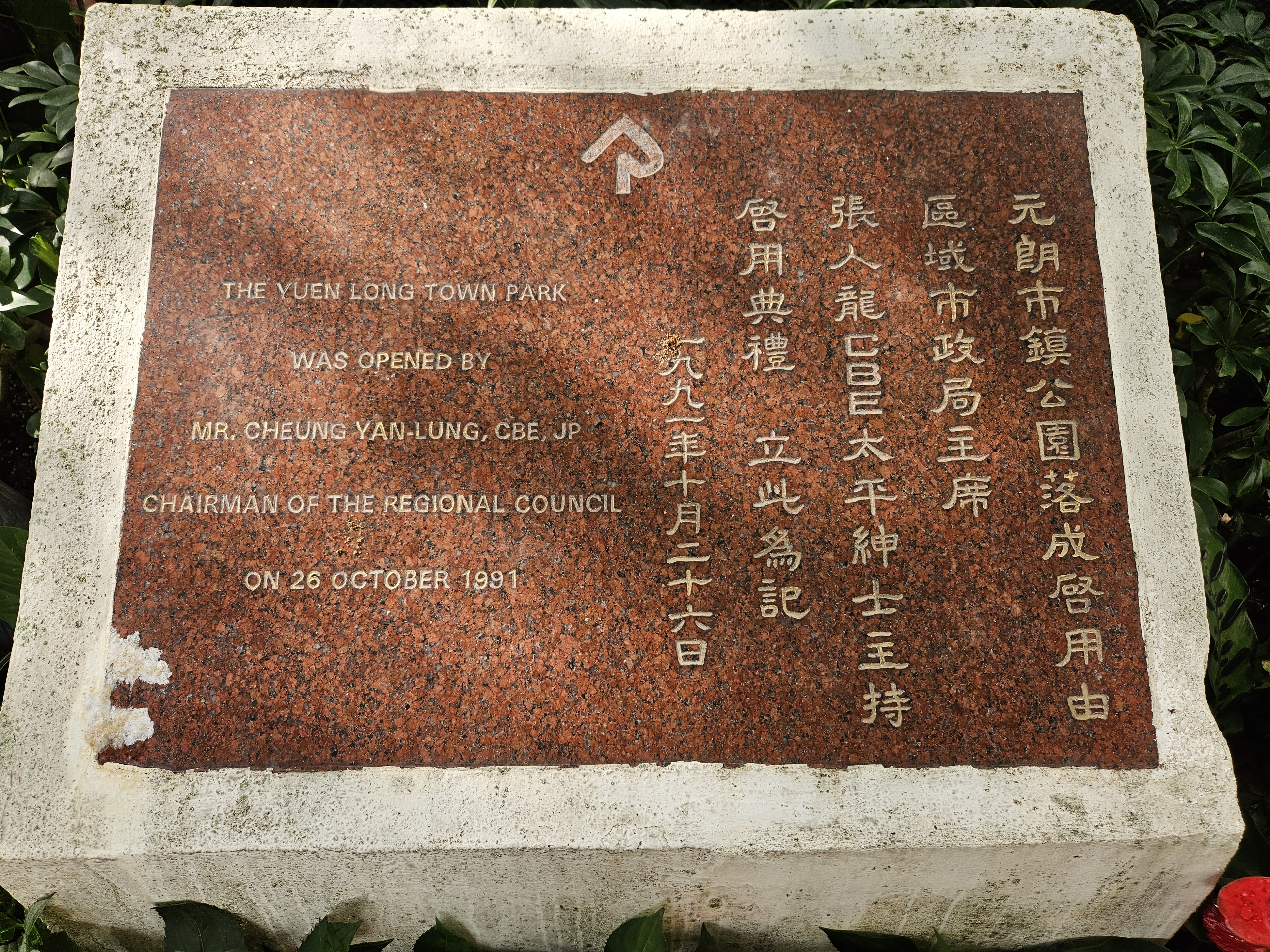
張人龍在1991年10月26日主持元朗市鎮公園落成啟用典禮

1985年4月，港府在新界成立臨時區域議局，與港九的市政局看齊，張人龍獲委任為當時臨時區域議局的主席。張人龍在臨時區域議局中，主張將地方行政權力下放至議局轄下的各個地區委員會，減輕議局大會及專責委員會的工作量。同時，張氏亦認為區域議局有財政權舉辦康樂及文娛活動，而地區委員會亦有區議員參與，區域議局可與區議會協調，令區議會集中精力處理其餘社區問題。張人龍在任臨時區域議局主席一年間，局內只發生兩次小風波，一次是爭論臨時區域議局內的區議會代表，應否在1986年4月1日區域市政局正式成立後，毋須選舉便繼續延任；另一次是地區委員會的增選委員推舉方式引起地方人士不滿，但兩者最終皆順利解決。
1986年4月1日，區域市政局正式成立，張人龍與馬寧熙在沒有競爭對手下，自動當選為主席及副主席。當日，區域市政局通過該局的年度財政預算案，並通過將部分權力轉移至區域市政局的執行部門區域市政總署，代表該局執行任務。由於區域市政局的財政來源依靠差餉收入及港府撥款，張人龍曾多次表示不希望政府以增加差餉來為區域市政局提供收入，他曾建議政府可以將部分賣地收入，及沙田馬場所得的博彩稅，撥作區域市政局收入，以免對市民造成負擔。而張氏亦在區域市政局成立後，定期與市政局舉行聯席會議，交換兩者在地區行政上的意見。另外，張氏在任區局主席期間，多個新市鎮的主要文康設施逐漸落成，包括1985年落成的屯門市鎮公園及1988年落成的沙田中央公園。
1986年11月，立法局進行《施政報告》致謝議案辯論。當時，八八直選的問題已在社會上有一定討論。張人龍認為在《代議政制白皮書》中，已指出推行政治改革應該以目前的政治體制為基礎，並表示他並不反對直接選舉，只是港府應逐步實施政治改革，不應操之過急，否則會引起較為保守的工商界反對，以及與《基本法》銜接可能出現問題。他曾提出在民主化的過程中，應推行直接選舉，並擴大功能組別和選舉團的代表性，以及保留委任議席的「四分天下」方案，以逐漸邁向民主化。1987年末，香港政府再度成立民意匯集處收集市民對八八直選的意見，結果匯集處的報告書指出有七成市民反對八八直選，令市民質疑港府是否操控民意。張人龍在立法局議員辯論時，指出他支持八八直選，對報告書十分失望，並認為問卷的設計複雜令民意被歪曲。但他亦呼籲市民需要議事論事，不宜對政府產生不信任的情緒。他亦希望港督面對民意，在報告書公佈後仍按照大多數人的意見推行政制改革，包括引入直接選舉。
自1980年代末起，張人龍的地位開始受新崛起的政治人物挑戰。在1988年7月，港督衛奕信爵士未有繼續委任張人龍在新一屆立法局內任職，張氏因而轉往區域市政局選舉團參選。在同年9月舉行的立法局選舉中，張人龍以6票之差擊敗鄧國容及蔡根培，當選為新一屆立法局議員。但他在當選時已稱因健康因素，不會在1991年的選舉中競逐連任。在翌年的區域市政局主席選舉中，另一新界領袖劉皇發曾因政見不同而有意推舉廖正亮挑戰其主席地位，但最終達成諒解，張氏得以繼續連任主席。

#### 前途問題
正如前述，香港前途問題在1980年代起開始在香港社會中引起關注，此議題在新界社群中亦開始發酵。1982年末，鄉議局歷任主席曾呼籲新界鄉民保持冷靜，認為問題將會覓得一個出路。1983年1月，鄉議局領導層組成新界代表團訪京，與時任國務院僑務辦公室主任廖承志會面。新界代表團在會面時，向廖氏呈上歷任主席各自撰寫的意見書，並向其表達新界領袖的意見。在會上，新界代表顯露出他們對中共及對「港人治港」沒有信心的面貌。他們向廖氏表達他們對維持現狀的要求，並希望過渡期由十四年（1983年至1997年）延長至若干年。前任鄉議局主席黃源章更提出在1997年後的30至50年間，香港應繼續由英國人託管。張人龍在席間，亦向廖氏提出問題，詢問他「假若香港人請英國人代管如何？」。1984年1月，張人龍曾呼籲香港人應在中英兩國之間發表他們的意見，令中英談判中能有香港人的意見作參考。同年5月，張人龍與兩局議員組成代表團訪英。他認為英國政界及普通國民皆對香港的認識不深，以致他們認為在主權移交後會有一大批恐懼中國的香港人會湧往英國居住，令他們在給予港人居英權一議題上有所爭議。
在中英雙方在1984年12月正式簽訂《中英聯合聲明》前，港府曾設立一民意審核處收集民意，但該處最終發表的報告書指出多數香港市民認為《聯合聲明》草案可以接受，與當時兩局議員收集的民意並不一樣，張氏其後曾再度訪英，要求在草擬《基本法》時加入更多對港人的保障。
在六四事件發生後，香港人出現信心危機，張人龍曾指出香港未來要有長足發展，必須在政治上要民主化、中國必需貫徹執行《中英聯合聲明》及《基本法》及經濟的穩定化。他更指香港理應加速民主化，在立法局中增加更多民選議席。他指出增加民選議席已不是一個急進的做法，過往緩慢的民主發展已不合潮流，若香港人願意協力加速民主發展，這就是一個順應潮流、穩重邁進的發展。而且，他指在一個開放的社會中，選民能夠有充分的資訊讓他們作出選擇，就能發揮民主機制，認為香港的政制應朝向此方向發展。

### 晚年經歷
張人龍在1990年代起，已年屆七旬，故逐漸在各公職上退下。1991年，他如三年前宣布不競逐連任般，退任立法局議員一職，職位由梁錦濠接任。至1994年，他亦不再在北區區議會中繼續任職，翌年亦退出在任十年的區域市政局主席職位，主席一職由時任離島區議會主席林偉強接任。在主權移交之際，張人龍在1993年受聘為港事顧問，並於1996年獲委任為香港特別行政區第一屆政府推選委員會委員。
張人龍晚年患上柏金遜症及腦退化症，故甚少在公眾場合中露面，但在家人照料下精神尚算不錯。他在當時於九龍塘居住，平日由護士和家人推着輪椅與他去附近公園散步和飲茶，新界鄉紳和友人仍常登門探訪，但因腦退化已不太認得別人。
2021年9月19日，張人龍在香港逝世，終年99歲。香港行政長官林鄭月娥表示深切哀悼，並代表香港特區政府，向他的家人致以深切慰問。

## 個人生活
由於張人龍的父親以經商致富，在戰後已成為殷商，故張氏家族在其後涉足更多範疇的商業活動。香港政府於1970年代起開始發展新界，張氏在其中居中協調，協助政府收地，更在其中買下大量位於上水、粉嶺、沙頭角及打鼓嶺的農地，再以乙類換地權益書獲得政府大量賠償，令財產大幅增加。同時，張氏家族亦隨香港人口上升開始經營房地產業務，並創立建築公司為政府承建工程。張氏家族擁有利家行，英龍行、知商工業貨倉有限公司，萬興祥公司，建城建築公司，日本花王股份有限公司（Kao Corporation）香港代理商，張人龍投資集團公司等多間公司，並持有張知行大廈的業權，財富估值為五億港元。1987年1月，張人龍在沙田區創辦和營運青龍水上樂園，但在4年後因入不敷支被賓廊集團接手管理經營。

### 家族
張人龍的父親名張知行（1898年9月2日－1988年4月13日），母親蔡兆娣（1900年3月7日－？），另有弟妹包括張家鎮、張家駒、張月嬋、張勵坤、張麗嫺和張桂鳳。另外，張人龍的祖母張袁福娣（1862年－1967年12月11日），1967年於上水石湖墟寓所逝世，享嵩壽105歲。
張人龍一共有三房妻子和十六名兒女，元配廖鳳和為上水圍原居民，其家族與張氏家族為世交；此外還有二房太太陳淑貞及三房太太許玉球。另外，西貢區議員方國珊是張人龍的契女，在張氏晚年時與許玉球陪伴他。1994年，張氏的二房太太陳淑貞與其子張德貴曾嘗試取得加拿大永居權，但被加拿大法院指控她為黑社會組織新義安成員而拒絕其申請。
張人龍的子女（十三子三女）包括：
- 張醒鐘（1943年－），美國邁阿密大學教授，生命科學研究專家。[113][120][121]
- 張享平（1946年－）（女），曾任香港青年商會副會長。[113][121][122][123]
- 張振聲（1948年－），在1980年代與前行政立法兩局議員羅德丞成立公司，在主權移交前為香港人處理移民手續。[113][121][124]
- 張美平（1949年－）（女）[113][121]
- 張亮聲（1950年－2013年），活躍於桌球界，花名「化功大師」，2013年7月15日跳樓自殺。[113][121][125]
- 張樂森（早逝）[113][125]
- 張樹聲（1951年－）[113]
- 張樂清（1952年－）[113][121]
- 張德熙（1952年－），金融服務界人士，第四十五屆香港金銀業貿易場理事長。[113][121][126]
- 張婉華（1953年－）（女）[113][121]
- 傅聲（1954年－1983年），原名張景賢、又名張富聲，電影演員，藝人甄妮的亡夫。[113][121]
- 張展鵬（1956年－）[113][121]
- 張良坤（1957年－）[113][121]
- 張德貴（1959年－）[113][121]
- 張樹輝[113][125]
- 張樹祥[113][125]

## 榮譽
- 新界太平紳士（J.P.） （1964年11月20日[27]）
- 英帝國員佐勳章（M.B.E.） （1967年英女皇壽辰授勳名單[127]）
- 聖約翰員佐勳章（S.B.St.J.） （1981年9月21日[128]）
- 英帝國官佐勳章（O.B.E.） （1985年英女皇壽辰授勳名單[129]）
- 聖約翰官佐勳章（O.St.J.）（1990年7月5日[130]）
- 英帝國司令勳章（C.B.E.） （1991年元旦授勳名單[131]）

### 引見
1. 1 2 3  盧子健、何安達. . 天地圖書. 1994: 292.
2. ↑  〈鄉議局選主席張人龍彭富華同票 抽籤決定張人龍當選〉，載《香港工商日報》，1964年5月21日，頁5
3. 1 2 3 4 5 6 7 8 9  〈張人龍「龍」頭家族中落 （页面存档备份，存于）〉，載《壹號頭條》，2013年8月8日
4. ↑  呂林偉 (编). . 海天出版社. 1995: 325. 我在1922年出生，自小在石湖墟長大，小學在大埔英文官立小學就讀，1940年在喇沙書院中學畢業後，適逢戰爭爆發......
5. 1 2  The real power behind village life, South China Morning Post, 15 Dec 1990, P.42
6. 1 2  張再，徐筱紅：《香港人韜略大全》（廣州：花城出版社，1997年），頁401
7. ↑  〈石湖墟大火災〉，載《華僑日報》，1955年2月22日，頁5
8. 1 2  〈石湖墟火災急賑會擬定 救災民辦法〉，載《華僑日報》，1955年2月22日，頁5
9. ↑  〈上水石湖墟火災空前浩刧 焚屋二百餘災民四千 成立急賑會趕辦善後〉，載《香港工商日報》，1955年2月22日，頁7
10. 1 2  〈石湖墟災後重建落成 彭德在雨中剪綵 張人龍請政府體念商艱提出五項請求〉，載《華僑日報》，1955年7月19日，頁9
11. 1 2  〈新建石湖墟在三小時內六街化為瓦礫 焚燬一百九十二間新屋 三傷三死一千五百餘人無家可歸 損失財物百萬〉，載《華僑日報》，1956年12月24日，頁5
12. ↑  〈石湖新墟街道圖上水石湖重建新計劃〉，載《華僑日報》，1957年4月2日，頁10
13. ↑  〈上水鄉會委員就職張人龍呼籲貸小業主早日重建石湖〉，載《華僑日報》，1957年4月26日，頁10
14. ↑  〈官民共同努力迅速重建石湖 上水鄉會四屆新員就職典禮隆重千人蒞臨觀禮〉，載《華僑日報》，1958年4月18日，頁9
15. ↑  〈輔政司主持重建開幕盛典宣示 石湖墟發展工業政府將撥地協助 張人龍闡述石湖歷史重建經過〉，載《香港工商日報》，1964年3月16日，頁4
16. 1 2  〈鄉議局紛爭始末擾攘兩年多 新舊不妥協官方無行動只採拖延策〉，載《華僑日報》，1958年9月22日，頁5
17. ↑  〈反對派張人龍聲明〉，載《華僑日報》，1957年8月15日，頁5
18. ↑  〈鄉議局糾紛始末 目前新舊派有和談話活動〉，載《華僑日報》，1958年9月24日，頁7
19. ↑  〈歷史、勢力與利益：初探新界的鄉村選舉（上） （页面存档备份，存于）〉，載《香港獨立媒體》，2010年12月27日
20. ↑  〈新界總商會成立〉，載《華僑日報》，1959年7月2日，頁5
21. ↑  〈鄉議局特別議員三區名單〉，載《華僑日報》，1960年1月24日，頁5
22. ↑  〈鄉議局第十四屆首長選出〉，載《華僑日報》，1960年2月9日，頁5
23. ↑  〈上水鄉事委會昨改選完成 張人龍膺任主席〉，載《香港工商日報》，1960年3月23日，頁7
24. ↑  〈上水鄉會改選完竣張人龍侯錦華蟬聯正副主席〉，載《大公報》，1962年3月8日，頁5
25. ↑  〈一票之差定乾坤新田改選緊張〉，載《大公報》，1964年3月8日，頁3
26. ↑  〈新界鄉議局大選揭曉 張人龍當選主席〉，載《大公報》，1964年5月21日，頁5
27. 1 2  〈港府發表新界知名人士 五人榮膺太平紳士 協助推動地方公益貢獻殊多〉，載《華僑日報》，1964年12月5日，頁13
28. 1 2  〈鄉議局反對荃灣改隸市政局 獲港府答覆目前無改變〉，載《香港工商日報》，1965年12月4日，頁6
29. 1 2  〈鄉議局張人龍向新界鄉民呼籲 強調新界事應由新界人自理〉，載《華僑日報》，1965年9月20日，頁13
30. ↑  〈鄉議局主席張人龍反對荃灣靑衣改轄 强調新界事由新界人自理〉，載《香港工商日報》，1965年9月20日，頁5
31. ↑  〈市政局管轄荃灣問題未解決 通過召開全民大會並呈請鄉議局召集小組會議〉，載《華僑日報》，1965年10月15日，頁13
32. ↑  〈西貢鄉會盼早日確定西貢發展藍圖 支持反對荃灣歸市政局管轄〉，載《華僑日報》，1965年10月23日，頁11
33. ↑  〈大澳嶼南同表反對土地政策 支持反對荃灣歸市政局管轄〉，載《華僑日報》，1965年10月24日，頁10
34. ↑  〈上水鄉事會改選 張人龍聲言讓賢 廖潤琛榮膺主席〉，載《華僑日報》，1966年3月16日，頁12
35. 1 2  〈張人龍鄧英奇先後退出競選 鄉議局新首腦產生 彭富華文柱石林樹春任正副主席〉，載《大公報》，1966年5月20日，頁5
36. 1 2  〈鄉議局大選前夕形勢突變〉，載《華僑日報》，1966年5月19日，頁15
37. ↑  〈在總統酒店招待新界官紳 張人龍談發展新界旅遊業〉，載《香港工商日報》，1966年3月4日，頁7
38. ↑  〈輔政司祁濟時訪問新界鄉議局 主席張人龍提出發展新界願望〉，載《香港工商日報》，1966年3月24日，頁7
39. ↑  〈張人龍趙聿修均建議請政府撥款發展新界區旅遊事業〉，載《香港工商日報》，1967年3月29日，頁4
40. ↑  〈官民加緊籌劃發展新界旅遊事業〉，載《工商晚報》，1967年6月5日，頁4
41. ↑  〈民政署鄉議局旅遊會市政署擬聯合設小組 研討發展新界旅遊〉，載《華僑日報》，1967年8月25日，頁11
42. ↑  〈發展新界旅遊事業 官民成立小組〉，載《華僑日報》，1967年8月1日，頁10
43. ↑  〈香港旅遊協會編印手冊介紹新界名勝供名遊客觀光 新界旅遊協會協助研究〉，載《華僑日報》，1968年3月27日，頁12
44. ↑  〈新界旅遊協會主席張人龍考察旅遊業 乘機啟程環遊世界〉，載《華僑日報》，1968年6月11日，頁10
45. ↑  〈《六七記憶》第三集︰心戰（上） （页面存档备份，存于）〉，載《有線新聞》，2017年5月16日
46. ↑  〈六七暴動撐港英 鄉議局地位冒升 （页面存档备份，存于）〉，載《明報》，2011年4月29日
47. ↑  鄺健銘：《港英時代—英國殖民管治術（增修版）》（香港：天窗出版社，2019年），頁255
48. ↑  〈社論：立即採取行動解决困難〉，載《華僑日報》，1967年5月19日，頁2
49. ↑  〈張人龍領得狗牌主子前奴相十足　同胞看得標眼火大書打倒張人龍〉，載《大公報》，1967年6月30日，頁3
50. 1 2  〈旅英新界人士熱情招待鄉局代表訪英國 彭富華演講熱烈掌聲〉，載《華僑日報》，1968年1月24日，頁10
51. 1 2  〈論鄉議局代表團訪英的任務〉，載《香港工商日報》，1968年1月15日，頁2
52. ↑  〈鄉議局代表團在英收到各地賀年函電〉，載《香港工商日報》，1968年2月2日，頁5
53. ↑  〈張人龍在曼徹斯特放映港片受到熱烈歡迎〉，載《香港工商日報》，1968年2月2日，頁5
54. ↑  〈張氏宗親會新界分會 新員就職大聯歡〉，載《華僑日報》，1970年2月23日，頁11
55. ↑  〈新界扶輪社選出新職員 張人龍陳日新蟬聯社長〉，載《香港工商日報》，1970年4月1日，頁7
56. ↑  〈石湖公立學校創校十週年畢業禮 校監張人龍望培德養性〉，載《華僑日報》，1971年9月27日，頁17
57. 1 2  〈鄉議局新員決續為新界民眾爭合理權益〉，載《華僑日報》，1974年5月31日，頁6
58. 1 2  〈鄉村建屋新例施行已獲效果 當局將檢討〉，載《華僑日報》，1973年2月20日，頁13
59. 1 2 3  〈鄉局如欲爭取鄉民合理權益 須修改局章〉，載《華僑日報》，1974年8月25日，頁5
60. 1 2  〈鄉議局訪英代表團任務 抱有四項要求〉，載《華僑日報》，1977年2月2日，頁7
61. 1 2  〈鄉議局昨舉行團拜 署理主席張人龍促請政府修改新界地方條例及政制〉，載《香港工商日報》，1977年2月25日，頁8
62. 1 2  〈鄉議局檢討新界屋宇新政策 建小型村屋廣泛徵意見〉，載《華僑日報》，1973年4月5日，頁10
63. ↑  〈新界政務司與新界鄉議局 需擴大權力〉，載《華僑日報》，1975年1月26日，頁16
64. ↑  〈鄉議局決建議改革新界政制 主設政務會〉，載《華僑日報》，1975年1月29日，頁7
65. ↑  〈鄉議局昨改選 陳日新張人龍林樹春連任正副主席〉，載《大公報》，1976年6月1日，頁5
66. ↑  〈局方列舉收地拆遷事例 指陳新界施政不公〉，載《華僑日報》，1976年9月15日，頁11
67. 1 2  〈現任鄉議局首副主席張人龍 致函新界民政署 亦宣佈放棄競選〉，載《華僑日報》，1978年5月24日，頁22
68. ↑  〈鄉議局代表團昨謁聯邦事務大臣 呈遞意見書〉，載《華僑日報》，1977年4月27日，頁12
69. ↑  〈匪徒劫得的士兜客 張人龍搭賊車被擄 張欲逃被斬復遭「搞掂」之嚇 同被擄的還有的士司機及另一搭客〉，載《大公報》，1974年10月14日，頁5
70. ↑  〈匪穿警服訛稱來查案 張人龍家被劫 張妻拒開夾萬被毆 張亦受傷〉，載《大公報》，1977年3月15日，頁8
71. 1 2  〈立法局在八七年後 明確安排直接選舉〉，載《華僑日報》，1985年1月11日，頁5
72. 1 2  〈新界八區議會議員委出 共百六十五名〉，載《華僑日報》，1981年4月4日，頁13
73. 1 2  〈立法局任新議員 他們是張人龍梁淑怡及譚惠珠〉，載《大公報》，1981年8月22日，頁5
74. ↑  〈三候任議員 分別談抱負〉，載《香港工商日報》，1981年8月22日，頁8
75. ↑  〈回顧與前瞻〉，載《華僑日報》，1982年10月22日，頁5
76. ↑  〈張人龍對社會功能團體定義置疑 鄉議局應獨成一組 保障新界居民利益〉，載《華僑日報》，1985年1月12日，頁22
77. ↑  〈立局選舉加添兩個組別選民登記增加衛生界逾萬一會計界達千六〉，載《華僑日報》，1988年7月11日，頁1
78. ↑  Christine Loh (2006). Functional Constituencies: A Unique Feature of the Hong Kong Legislative Council. Hong Kong: Hong Kong University Press. P.133-134
79. ↑  〈張人龍委任為臨時區域議局主席 強調新界居民生活質素將有改善〉，載《華僑日報》，1985年4月20日，第四張第一頁
80. 1 2 3  〈臨時區域局任務完成 過去一年來工作順利 張人龍表示若獲提名候選主席不會推辭〉，載《華僑日報》，1986年4月1日，頁14
81. 1 2  〈區域市政局順利正式成立 提供良好服務 張人龍馬寧熙無競爭獲選正副主席〉，載《華僑日報》，1986年4月2日，頁20
82. ↑  〈區域市局兩年後經費來源 不希望加差餉〉，載《華僑日報》，1986年4月4日，頁9
83. ↑  〈區域市局不希望加差餉 張人龍稱不欲以此法解決工程費用〉，載《大公報》，1986年10月27日，頁5
84. ↑  〈區域市政局職權有例列明 包括轄區屋邨〉，載《華僑日報》，1986年9月26日，頁15
85. ↑  〈屯門市鎮公園開幕 提供居民美好環境 區局主席張人龍表示多項設施陸續落成〉，載《華僑日報》，1985年10月25日，頁7
86. ↑  〈建費七千餘萬廣達八頃設施特多 沙田中央公園開幕 提供居民歡賀中秋 張人龍表示續爭取其加速區康樂建設〉，載《華僑日報》，1988年9月25日，頁5
87. 1 2  強世功、袁陽陽：《香港立法機關關於政制發展的辯論（第一卷）》（香港：三聯書店，2017年），頁23－24
88. ↑  "I agree that directly-elected members should be added in 1988 on top of the existing structure. As for the portion, these seats should either come from a cut on the number of appointed members or allocated one-fourth of the total seats to such category" Extracts from Councillors speeches, South China Morning Post, 16 Jul 1987, P.6
89. 1 2  〈張人龍認為報告書具專業中立精神 惟88直選問卷部份字眼複雜引來異議〉，載《華僑日報》，1987年11月20日，頁25
90. ↑  〈張人龍林偉強登記 續收兩份提名表格〉，載《華僑日報》，1988年8月13日，頁3
91. ↑  〈張人龍順利連任謙稱兩對手禮讓〉，載《華僑日報》，1988年9月23日，頁3
92. ↑  〈傳新界兩巨頭終獲諒解 區局選舉幕後達成協議 消息透露張人龍可免挑戰任主席〉，載《華僑日報》，1989年4月2日，頁10
93. ↑  〈鄉議局舉行新界日大會 表達九七意見〉，載《華僑日報》，1982年10月22日，頁9
94. 1 2  〈前途談判籌碼考：新界人舌戰京官，促英託管50年 （页面存档备份，存于）〉，載《世代懺悔錄：香港前途考古札記》
95. ↑  〈港人須將意見反映 使中英談判有資料〉，載《華僑日報》，1984年1月31日，頁13
96. ↑  〈張人龍在倫敦反映意見談感受 英國人與國會議員對香港均不甚了解〉，載《華僑日報》，1984年5月14日，頁6
97. ↑  〈前途談判尾聲：實名諮詢政治show，社團爭表態，市民無奈硬食 （页面存档备份，存于）〉，載《世代懺悔錄：香港前途考古札記》
98. ↑  〈張人龍議員表示訪英並不考慮成果 向世界宣揚港人意願 使中英各國皆能重視〉，載《華僑日報》，1984年11月30日，頁30
99. 1 2  〈港人抱找太平門心態將會阻礙本港發展 張人龍望加快民主化 區局對兩局共識支持〉，載《華僑日報》，1989年7月28日，頁26
100. ↑  Quinton Chan, Regional chairman faces Kuk challenge, South China Morning Post, 16 Apr 1995, P.2
101. ↑  Catherine Ng, Veterans leave the battlefield, South China Morning Post, 24 Jan 1995, P.5
102. ↑  〈第二批香港事務顧問名錄〉，《1994年香港年鑑（第四十六期）》（香港：華僑日報，1994年），頁590
103. ↑  Full list of winners in the beijing ballot: key to member affiliation, South China Morning Post, 3 Nov 1996
104. ↑  〈好賭成性　禁插手家族生意 （页面存档备份，存于）〉，載《蘋果日報》，2013年7月17日
105. ↑  鍾妍. . 香港01. 2021-09-21  [2021-09-21]. （原始内容存档于2021-09-22）.
106. ↑  . 香港電台. 2021-09-21  [2021-09-21]. （原始内容存档于2021-09-21）.
107. ↑  張再，徐筱紅：《香港人韜略大全》，頁402
108. ↑  〈沙田大圍興建青龍水上樂園 機動遊戲賀新歲〉，載《華僑日報》，1987年1月18日，頁10
109. ↑  〈青龍水上樂園財團申請續期3年 張人龍稱增新計劃〉，載《華僑日報》，1991年4月13日，頁6
110. ↑  Cheung, Chi Hang (1898) （页面存档备份，存于），Webb-site Who's Who
111. ↑  〈立法局議員區域局主席張人龍昨丁父憂 各賢達發起組治喪委會〉，載《華僑日報》，1988年4月14日，頁11
112. ↑  Choi, Siu Tai （页面存档备份，存于），Webb-site Who's Who
113. 1 2 3 4 5 6 7 8 9 10 11 12 13 14 15 16 17  〈張知行訃聞〉，載《華僑日報》，1988年4月19日，第一張第二頁
114. ↑  〈張人龍胞弟遺孀追債300萬獲判勝訴 （页面存档备份，存于）〉，載《東方日報》，2015年8月10日
115. ↑  〈張人龍令祖母 袁太夫人仙逝〉，載《華僑日報》，1967年12月12日，頁14
116. ↑  Centenarian buried, South China Morning Post, 15 Dec 1967, P.10
117. ↑  〈袁福娣訃聞〉，載《工商日報》，1967年12月13日，第六頁。
118. ↑  Ella Lee, Stella Lee, Success on appeal of rural leader's son, South China Morning Post, 22 Jun 1996
119. ↑  Ella Lee, Glenn Schloss, Stella Lee, Rejected resident denies triad link, South China Morning Post, 22 Jun 1996
120. ↑  中大聯合書院到訪傑出學人張醒鐘教授講座 探討幹細胞再生醫學的發展和挑戰 歡迎公眾報名參加 （页面存档备份，存于），香港中文大學新聞稿，2011年10月11日
121. 1 2 3 4 5 6 7 8 9 10 11 12  Sinclair, Kevin, Who's Who in Hongkong. Hong Kong: Database Pub., 1984, p.65.
122. ↑  〈上水鄉事委員 昨日舉行就職〉，載《香港工商日報》，1957年4月26日，頁5
123. ↑  元朗青年商會重點主題工作計劃報告 （页面存档备份，存于），元朗青年商會，2001年8月
124. ↑  〈頂層連天台豪宅遇「韋森特」後狂漏水 包玉剛侄兒遭張人龍兒子索償 （页面存档备份，存于）〉，載《蘋果日報》，2018年7月11日
125. 1 2 3 4  〈輸盡身家　家族及岳父曾施援手 賭債逾三億　逼死張亮聲 （页面存档备份，存于）〉，載《蘋果日報》，2013年7月17日
126. ↑  膽大心細 將勤補拙 商界大冒險家「金王」張德熙 （页面存档备份，存于），香港城市大學，2016年11月22日
127. ↑  "Supplement to Issue 44326 （页面存档备份，存于）", London Gazette, 2 June 1967, p.6290.
128. ↑  "Issue 48742 （页面存档备份，存于）", London Gazette, 21 September 1981, p.11938.
129. ↑  "Supplement to Issue 50154 （页面存档备份，存于）", London Gazette, 15 June 1985, p.16.
130. ↑  "Issue 52203 （页面存档备份，存于）", London Gazette, 5 July 1990, p.11476.
131. ↑  "Supplement to Issue 52382 （页面存档备份，存于）", London Gazette, 28 December 1990, p.16.

| 官衔                        | 官衔                                         | 官衔                                  |
| --------------------------- | -------------------------------------------- | ------------------------------------- |
| 前任： 陳日新               | 新界鄉議局主席 1964年－1966年                | 繼任： 彭富華                         |
| 前任： 陳友才               | 新界鄉議局首副主席 1974年－1978年            | 繼任： 劉皇發                         |
| 香港立法局                  |                                              |                                       |
| 前任： 劉皇發               | 立法局議員 區域市政局功能界別 1988年－1991年 | 繼任： 梁錦濠                         |
| 新委任 原因：麥理浩爵士委任 | 立法局議員 委任議員 1981年－1988年           | 卸任 原因：改任區域市政局功能界別議員 |
| 區域市政局                  |                                              |                                       |
| 新頭銜                      | 區域市政局主席 1985年－1995年                | 繼任： 林偉強                         |
| 新委任 原因：尤德爵士委任   | 區域市政局議員 委任議員 1985年－1995年       | 卸任 原因：不再擔任議員               |
| 香港區議會                  |                                              |                                       |
| 新頭銜                      | 北區區議會議員 委任議員 1981年－1994年       | 卸任 原因：不再擔任議員               |